# 哈里斯鎮區 (阿肯色州斯通縣)
哈里斯鎮區（英語：Harris Township）是位於美國阿肯色州斯通縣的一個行政鎮區。

## 地方資料
哈里斯鎮區的面積為80.51平方千米，當中陸地面積為79.89平方千米，而水域面積為0.62平方千米。根據2010年美國人口普查的數據，當地共有人口1302人，而人口密度為每平方千米16.17人。